# Allobaccha brevis
Allobaccha brevis är en tvåvingeart som först beskrevs av Karsch 1887.  Allobaccha brevis ingår i släktet Allobaccha och familjen blomflugor. Inga underarter finns listade i Catalogue of Life.